# Harald Grill

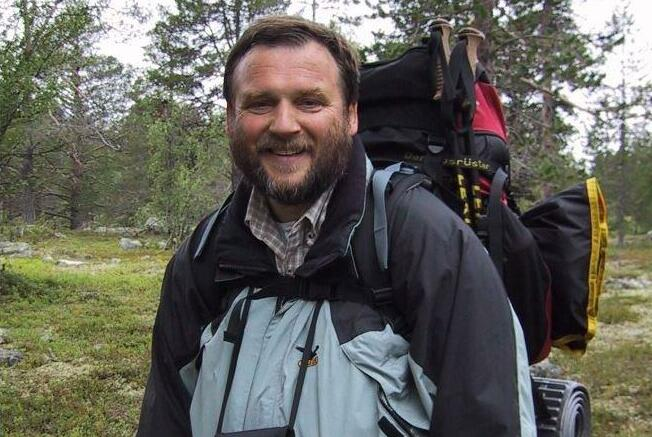
Harald Grill (2013)

Harald Grill (* 20. Juli 1951 in Hengersberg) ist ein deutscher Schriftsteller. Sein Werk umfasst bairische und schriftdeutsche Gedichte, Erzählungen, Theaterstücke, Hörspiele und Radio-Features.

## Leben
1956 kam Harald Grill mit seinen Eltern nach Regensburg, wo er das Goethe-Gymnasium besuchte. Von 1973 bis 1988 arbeitete er als Pädagogischer Assistent, seither ist er freier Schriftsteller. Er lebt seit 1978 mit seiner Familie in der Gemeinde Wald (Oberpfalz). In den 1980er Jahren wurde er mit kritischen Texten zu Themen wie Heimat, Krieg und Umweltzerstörung bekannt; sein Stück Jorinde und Joringel im Wackersdorfer Wald (UA 1988 im Theater Regensburg) rezipiert die Kontroverse um die geplante Wiederaufarbeitungsanlage Wackersdorf. 1989/90 war Grill Stipendiat in der Drehbuchwerkstatt der Hochschule für Fernsehen und Film München. Überregionale Aufmerksamkeit fand 2000/01 sein Projekt Zweimal heimgehen: zwei Spaziergänge, einmal vom Nordkap und danach von Syrakus zu Fuß nach Regensburg.
Im Zentrum des Schaffens von Harald Grill steht zwischen 1989 und 2014 eine Romantrilogie des Gehens. 1995 erschien der Roman Hochzeit im Dunkeln. Harald Grill erzählt darin die Liebesgeschichte seiner Eltern, von der Heimkehr eines beinamputierten Bauernsohnes und dessen Liebe zu einem schlesischen Flüchtlingsmädchen. Hinter dem Markt Steinberg im Roman verbirgt sich der niederbayerische Markt Hengersberg.
2010 folgte Gehen lernen, ein Roman in Geschichten, in dem Harald Grill eine Kindheit in den 1950er und 1960er Jahren beschreibt. Eine wichtige Rolle spielt hier auch das Gehenlernen in der Sprache, ob es nun um die Schriftsprache handelt, um den unterdrückten bairischen Dialekt, das unverständliche Latein der Ministranten oder das geheimnisvolle Englisch der Ami-Soldaten.
Bereits seit 2002 arbeitet der Autor an einem Doppelroman-Projekt. Auch in diesen beiden bisher noch nicht erschienenen Reiseromanen steht das Gehen im Mittelpunkt, das Gehen, das Tragen und das Sammeln, ob es nun konkret um den Rucksack geht oder um Erinnerungen und Materialsammlungen. Als Folge seines Projektes Zweimal heimgehen (2000/2001) „erging“ er sich mit zwei Spaziergängen den Kontinent Europa als Raum der Erinnerung, in den sich das eigene Leben und die Biografien von Freunden und Bekannten, auch von Leuten, die er unterwegs getroffen hat, ebenso einordnen lassen wie geschichtliche und geografische Gegebenheiten.
Die Gedichte des Bandes auf freier strecke kann man als Wegemarkierungen verstehen, die den Weg von der Liebesgeschichte der Eltern über die Kindheit in Regensburg, die mit dem Tod des Vaters endet, bis zu den „Spaziergängen durch Europa“ abstecken.
Harald Grill ist Mitglied im Vorstand der Oskar Maria Graf Gesellschaft sowie Mitglied im PEN-Zentrum Deutschland, im Verband deutscher Schriftsteller, in der Regensburger Schriftstellergruppe International und in der Neuen Gesellschaft für Literatur Erlangen.
Grill ist verheiratet und hat zwei Söhne.

## Auszeichnungen (Auswahl)

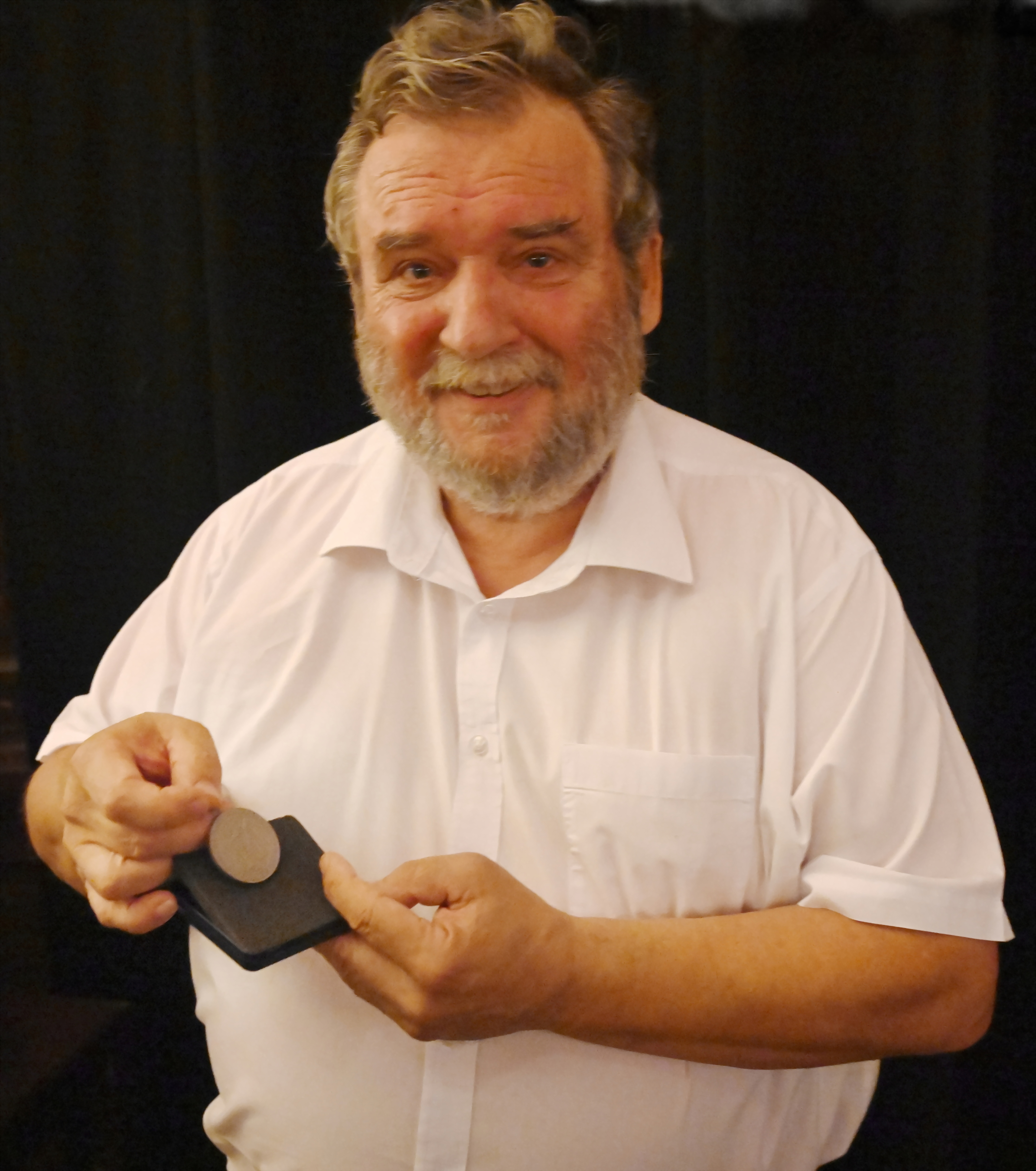
Harald Grill mit dem Bayerischen Poetentaler (2022)

- 1977 Ehrengabe der Literarischen Union Saarbrücken[4]
- 1983: Kulturförderpreis der Stadt Regensburg
- 1988: Würzburger Literaturpreis
- 1992: Friedrich-Baur-Preis der Bayerischen Akademie der Schönen Künste
- 2003: Marieluise-Fleißer-Preis
- 2006: Kulturpreis des Bezirks Oberpfalz; Literaturpreis des Oberpfälzer Jura
- 2007: Ehrenbürger von Wald
- 2010: Kulturpreis des Bayerischen Wald-Vereins
- 2012: Nordgaupreis des Oberpfälzer Kulturbundes in der Kategorie „Dichtung“
- 2012/13: Stipendium des Internationalen Künstlerhauses Villa Concordia Bamberg
- 2014: Stipendium des Oberpfälzer Künstlerhauses für Aufenthalt in Weliko Tarnowo, Bulgarien
- 2020: Kulturpreis der Bayerischen Landesstiftung
- 2022: Bayerischer Poetentaler der Münchner Turmschreiber

## Ausstellungen
- 2011 15. Landshuter Literaturtage: Harald Grill und der bairische Dialekt, mit zahlreichen Veranstaltungen und einer Ausstellung zum 60. Geburtstag des Schriftstellers

## Veröffentlichungen (Auswahl)

### Lyrik
- a scheene stood hots net leicht…. gedichte. Regensburg 1979.
- eigfrorne gmiatlichkeit. bairische gedichte und epigramme. Passau (Passavia) 1980. 3. Auflage 1992, ISBN 3-87616-169-X.
- rundumadum um weihnachtn. bairische gedichte. Passau (Passavia) 1978, ISBN 3-87616-068-5.
- einfach leben. München (Ehrenwirth) 1982.
- die fünfzehnte kreuzwegstation. gedichte. Hauzenberg (Pongratz) 1984
- wegzehrung. gedichte. Hauzenberg (Pongratz) 1988
- findling unterm herz. bairische gedichte. München (Süddeutscher Verlag) 1988
- wenn du fort bist. gedichte. Hauzenberg (Pongratz) 1991. – Neufassung 2003, ISBN 3-923313-70-5.
- einfach leben. bairische gedichte. Regensburg (MZ Buchverlag) 1994, ISBN 3-927529-10-9.
- hinüber. gedichte. Viechtach (Lichtung) 1996. 2. Auflage 2003, ISBN 3-929517-13-2.
- nur gestürzte engel haben geduld. gedichte. Hauzenberg (Pongratz) 1998, ISBN 3-923313-94-2.
- nachricht vom lachenden engel. gedichte. Hauzenberg (Pongratz) 2001.
- bairische gedichte. Viechtach (Lichtung) 2003, ISBN 3-929517-61-2.
- auf freier strecke. gedichte. München (Sankt Michaelsbund) 2008, ISBN 978-3-939905-27-1.
- Gesichter eines Dorfes. Menschen und Dorf im Wandel der Zeit. Mit Fotos von Stefan Winkelhöfer. Amberg (Buch- & Kunstverlag Oberpfalz) 2009
- baustellen des himmels. gedichte. Hauzenberg (Pongratz) 2017, ISBN 978-3-945823-02-6.

#### Übersetzt in andere Sprachen
- Pietre ca și noi. Poeme. Rumänisch von Eugen Popin. Timișoara (Editura Anthropos) 2007.
- Poesía alemana. Spanisch von Gema Estudillo. La Galla Ciencia 2016.
- gedichte / poemas / poemes. Juego de espejos. Spanisch von Gema Estudillo Herrera. Granada (Asociación Cultural Canro) 2018.

### Prosa
- Gute Luft – auch wenn’s stinkt. Geschichten vom Land. Reinbek (Rowohlt) 1983 (= rororo rotfuchs 20332). ISBN 3-499-20332-4.
  - Russische Ausgabe, Übersetzung: Tatjana Nabatnikova. Moskau 1990.
- Wenn der Krawugerl kommt. Drei bairische Geschichten. Mit Vignetten von Fritz Maier. Passau (Brennessel-Presse) 1989.
- Da kräht kein Hahn nach dir. Bernd zieht in die Stadt. Erzählung. Reinbek (Rowohlt) 1990 (= rororo rotfuchs 20548). ISBN 3-499-20548-3.
  - Bairische Ausgabe: Da Schatz aaf da Hochhausinsel. Passau (Passavia) 1990.
- Hochzeit im Dunkeln. Erzählung. Regensburg (MZ-Buchverlag) 1995. 2. Auflage 1996, ISBN 3-927529-67-2. Neuausgabe: München (Sankt Michaelsbund) 2008, ISBN 978-3-939905-10-3.
  - Zweisprachige Ausgabe, italienisch und deutsch: Matrimonio al Buio. Übersetzung: Giuseppe Causa, Vincenzo de Lucia. S. Felice a Cancello (Edizioni Melagrana Onlus) 2004
- Hans im Glück – hin und zurück. Geschichten vom Land. Reinbek (Rowohlt) 1996 (= rororo rotfuchs 820). 2. Auflage 2000, ISBN 3-499-20820-2.
- Stilles Land an der Grenze. Mit Fotos von Günter Moser. Amberg (Buch- & Kunstverlag Oberpfalz) 1996, ISBN 3-924350-48-5.
- Waldbuckelwelten. Mit Fotos von Günter Moser und Konrad Jäger. Amberg (Buch- & Kunstverlag Oberpfalz) 1997, ISBN 3-924350-64-7.
- Zu Fuß auf der Goldenen Straße. Eine literarische Wanderung von Pilsen nach Amberg (zusammen mit Friedrich Brandl und Bernhard Setzwein). München (Sankt Michaelsbund) 2009.
- gehen lernen. Roman in Geschichten. München (Sankt Michaelsbund) 2010.
- Via Crucis. Augenblicke zwischen Licht und Dunkel. Kurzprosa. Mit Fotos von Stefan Winkelhöfer. München (Sankt Michaelsbund) 2011.
- „Ich war schrecklich brav, viel zu brav“. Marylka Bender-Kellerer – ein Leben, ein Jahrhundert. München (Sankt Michaelsbund) 2012.
- Hinter drei Sonnenaufgängen. Balkan-Streifzüge durch Rumänien und Bulgarien bis Odessa. Lichtung, Viechtach 2018, ISBN 978-3-941306-81-3.

### Theaterstücke
- Dem Hans sei Ganshaut oder Wo die Liebe hinfällt. Frankfurt (Verlag Autorenagentur) 1985. UA 5. Oktober 1985 Regensburg (Städtische Bühnen, Theater am Haidplatz; Regie: Volkmar Kamm)
- Jorinde und Joringel im Wackersdorfer Wald. Szenen einer Himmelsbeerdigung. Frankfurt (Verlag Autorenagentur) 1987. UA 6. November 1987 Regensburg (Städtische Bühnen, Theater am Haidplatz; Regie: Janina Pikowna)
- Vater unser. 1997. UA: Regensburg (Städtische Bühnen)

### Hörspiele
- Alice, Pinocchio, Kasperl und die Polizei (1993). Regie: Werner Simon. Mit Kathrin Simon (Alice), Tobias Lelle (Pinocchio), Gerd Anthoff (Kasperl), Horst Sachtleben (Lewis Carroll), Mogens von Gadow (Carlo Collodi), Gernot Duda (Wachtmeister Polizwiefel), Franz A. Huber (Computer Ferdl), Michael Winter (Radiostimme). BR 1993. Erstsendung: 12. September 1993.
- Vater unser (1996). Regie: Irene Schuck. Mit Gerd Anthoff (Vater), Christine Neubauer (Mutter), Dorothee Hartinger (Manuela), Felix Nottensteiner (Markus). Koproduktion NDR / BR 1996. Erstsendungen: 7. Juli 1996 (N4), 8. Juli 1996 (B2).

### Radio-Features
- Wenn du die Zwiebel häutest: Walter Höllerer. BR 1992.
- Heimkommen. BR 1994.
- Die Naab. BR 1994.
- Der Regen. BR 1996
- Stilles Land an der Grenze: Oberpfälzer Wald. DRS Basel 1997.
- Wenn ich meine Kinderschuh find: Margret Hölle. BR 1997.
- Zwischen Huchen und Hecht: entlang der Ilz. BR 1998.
- Madeline grüßt Regensburg: Ludwig Bemelmans. BR 1998.
- Zwei Staaten, ein Wald. BR 1999.
- Aus dem Rottal in die weite Welt und wieder zurück: Senta Dinglreiter. BR 2000.
- Aus der Welt der Waldeinsamkeiten: Karl/Karel Klostermann. BR 2000
- Jäger auf dem Hoffnungsstrich: Franz Joachim Behnisch. BR 2003
- Tief drin im Böhmerwald: entlang der Moldau. BR 2004.
- Immer hart an der Grenze: Rosa Tahedl. BR 2004.
- Der Weg ist das Ziel: von Roding nach Füssen. BR 2004.
- Kleine Leute, kleine Welten, kleine Götter. BR 2005.
- Heimkehren zu Fuß. DSR Zürich 2004.
- Der große Umweg zu meiner Sprache. BR 2005.
- Drum woaß i net wohi. DSR Zürich 2005.
- Jenseits der Leitplanken: Goldene Straße. BR 2006.
- Traumprotokolle eines Grenzbewohners: Alfred Kubin. BR 2006.
- „…und eine ungebührliche Sehnsucht nimmt beim Ellenbogen“: Brünn. BR 2006.
- Grenze ist nur der Sternenhimmel: Barbara von Wulffen. BR 2006.
- Das Licht unter dem Scheffel: Abruzzen. BR 2007.
- Wo Fuchs und Hase sich Gute Nacht sagen: Nachrichten aus dem bayerischen Urwald. BR 2007.
- Europa mit Schritten durchmessen. BR 2007/08.
- Das Wandern ist der deutschen Lust: zwischen Romantik und Leistungsstress. BR 2008.
- Ich bin eine deutsche Tschechin: Dora Müller. BR 2008.
- Jenseits der Kunst. BR 2008.
- Ein Leben im Labyrinth: Hans Baumann und die Last seiner Vergangenheit. BR 2008.
- Geschichten aus dem Stegreif: Wilhelm Diess. BR 2008.
- Ich war schrecklich brav, viel zu brav: Marylka Bender-Kellerer. BR 2009.
- Das Schtetl im Kopf oder Der kurze Weg von Kiew nach München: Alexander Kostinskij. BR 2010.
- Meine Schätze: private Museen in Bayern. BR 2011
- Rambo Rimbaud: ein Dichter als Waffenhändler. BR 2012.
- Der Dichter am Rande des Kraters: Goethe als Vulkanologe. BR 2013.
- Wart schnell a mal: Heimkehr in ein langsameres Leben. BR 2013.
- Die Pegnitz. BR 2014.
- „Komm in den totgesagten Park und schau…“: Natur und Landschaft zwischen Kunstwerk und Wildnis. BR 2014.
- De hams Zeig dazou: Stiftland. BR 2015.
- Die Altmühl. BR 2015.
- Interview: Mircea Dinescu. BR 2015.
- Interview: Liliana Corobca. BR 2015.
- „So viele Ränder“: Balkanreise. BR 2015.
- Interview: Eginald Schlattner. BR 2016.
- „Jud, Christ und Muslim, alles ist ihm eins“: Religionsgemeinschaften in Sofia. BR 2016.
- Austragler, Greise und Senioren. Das Altwerden, das Alter und die Alten. BR 2016.
- Die letzte Reise, oder: Wenn der Boandlkramer kummt. BR 2016.
- Ein Stern strahlt in die Weite in dunkler Nacht. BR 2016.

### Hörbücher
- hinüber (Musik: Duo De Clarinettes-Basses = Mike Reisinger, Norbert Vollath). Viechtach (Lichtung) 2003, ISBN 3-929517-43-4.
- Zu Fuß auf der Goldenen Straße (Musik: Duo De Clarinettes-Basses). München (Sankt Michaelsbund) 2009.

### Filme
- Vom Osser zum Lusen (Regie: Jürgen Eichinger). BR Fernsehen 2011.
- Von Volkenroda nach Waldsassen: die Via Porta (Regie Reinhard Kungel). BR 2012.
- Entlang der Ilz (Regie: Jürgen Eichinger). BR 2013.
- Von Straubing nach Böhmen: der Baierweg (Regie: Jürgen Eichinger). BR 2014.
- Entlang der Wondreb (Regie: Jürgen Eichinger). BR 2015.
- Die Isar: von München bis zur Quelle (Regie: Jürgen Eichinger). BR 2017.

### Übersetzungen
- Ondřej Fibich: Pasovské elegie / Passauer Elegien. Gedichte. Tschechisch und deutsch. Prag (Kafka Verlag) 1998, ISBN 80-85844-41-9.
- Lucian Alexiu: Der Jagdpavillon. Gedichte. Timișoara (Editura Anthropos) 2007.
- a glaander aus luft. Bairische Nachdichtungen (nach Rafael Alberti, Konstantin Biebl, Elisabeth Borchers, Ondřej Fibich, Josef Guggenmos, Philippe Jaccottet, Vasko Popa, Charles Simic, Tomas Tranströmer, Jiří Wolker u. a.). Viechtach (Lichtung) 2011, ISBN 978-3-929517-93-4.

### Herausgabe
- Die Brennesselpresse (1978–1989, Buchreihe).
- Zwischen Radbuza und Regen. Ein bayrisch-böhmisches Lesebuch (zusammen mit Stanislav Burachovič und Angelika Seitz). Amberg (Buch & Kunstverlag Oberpfalz) 1993.
- Das Kreuz mit der WAA: Bilder und Gedanken zum christlich-bürgerlichen Widerstand gegen ein WAAhnsinnsprojekt. Harald Grill, Peter Herzig, Hartmut Bartels, Gisela Herzig, Eigenverlag, Donaustauf 1988.

## Vertonungen
- Elmar Raida: Nach einer Winterreise (2003). Bairisches Liebeslied für Gesang und Klavier / Harmonieinstrument
- Peter Wenk (* 1970): kleines triptychon – drei gedichte von harald grill für zwei stimmen (2007/08). UA 3. Juni 2008 Regensburg (Festsaal des Bezirks Oberpfalz; Duo Parkdeck: Klaus Wenk [Tenor], Alois Späth [Bariton])

1. kreuzblume („stengel die / quader pfeiler und streben…“; aus nachricht vom lachenden engel) – 2. im paradies („du reichst mir einen apfel…“; aus wenn du fort bist) – 3. schlussstein („staub bist du gewesen…“; aus nachricht vom lachenden engel)